# Vening Meinesz (cràter)

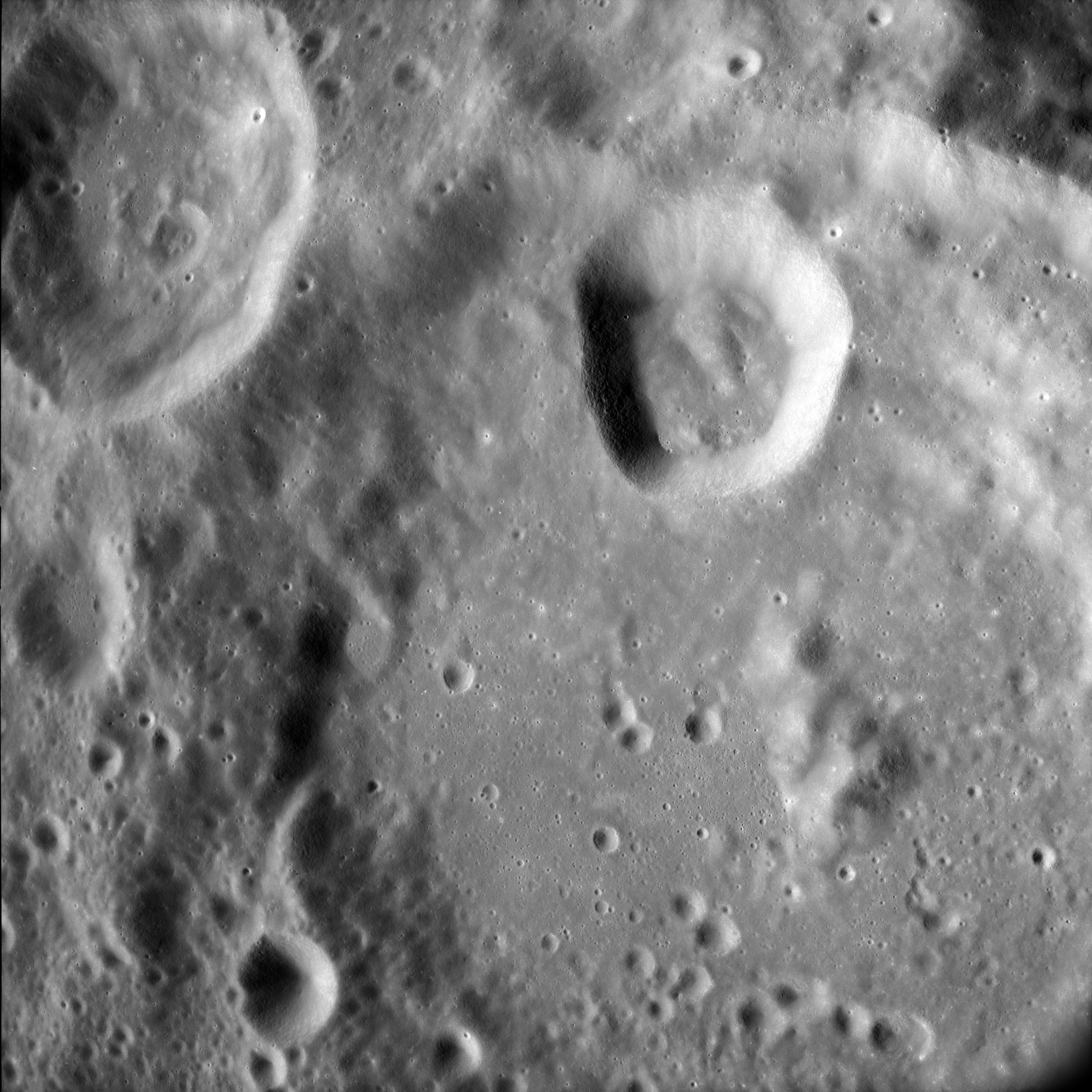
Fotografia de la missió Apol·lo 11

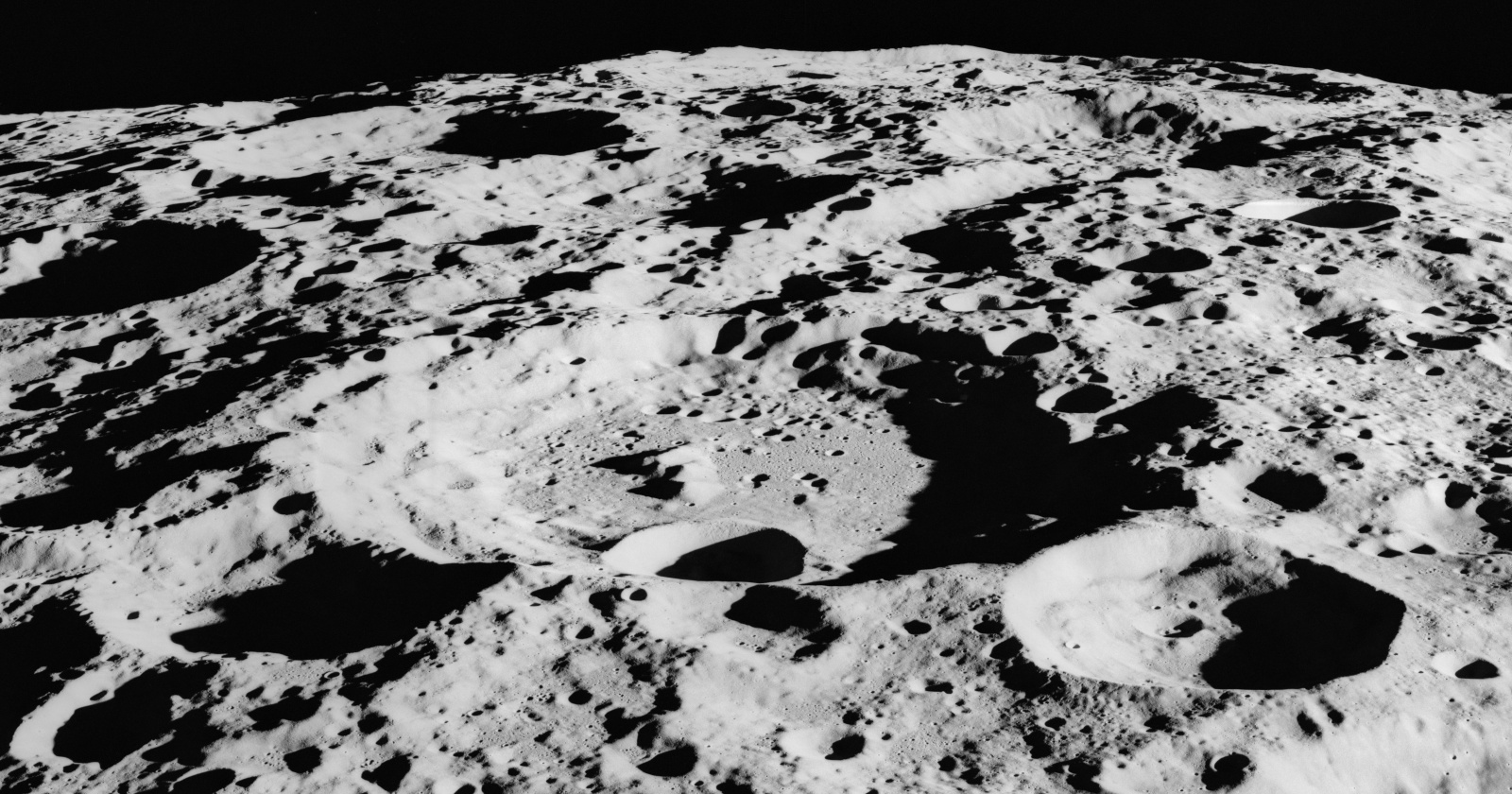
Fotografia de la missió Apol·lo 16

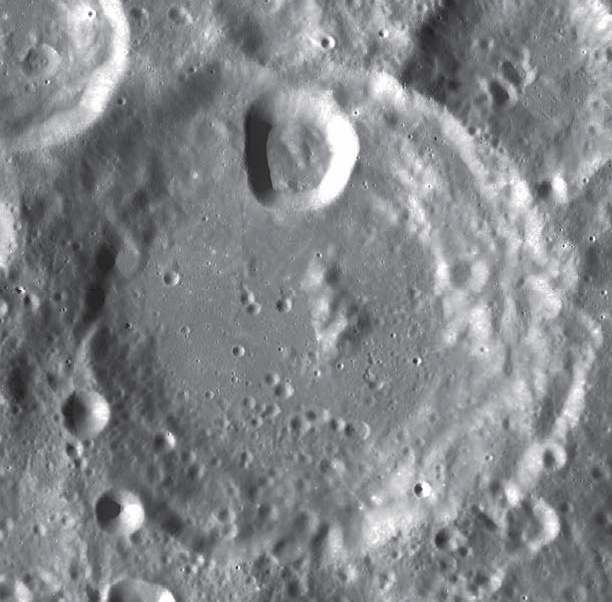
Imatge LRO

Vening Meinesz és un cràter d'impacte pertanyent a la cara oculta de la Lluna. La paret interior septentrional d'aquest cràter es troba en l'equador lunar. Al nord d'aquesta formació es troba el cràter més gran Mandel'shtam, i lleugerament més lluny al sud apareix Keeler, més gran. Dewar jeu a menys d'un diàmetre al sud-est de Vening Meinesz.
Aquest és un impacte erosionat, amb múltiples petits cràters en la vora. Com a resultat, la seva estructura s'ha desgastada i el perfil del brocal ja no hi és ben definit. El major dels impactes que el recobreixen és un petit cràter en la vora inferior de la paret interior nord. La resta del sòl interior és relativament pla i anivellat. Unit a la vora exterior nord-oest es troba el cràter satèl·lit Vening Meinesz W, i unit al sector nord-est apareix Vening Meinesz C.

## Cràters satèl·lit
Per convenció aquests elements són identificats en els mapes lunars posant la lletra en el costat del punt central del cràter que està més proper a Vening Meinesz.
|                | \| Vening Meinesz \| Coordenades \| Diàmetre \| \| -------------- \| ------------------------------------ \| -------- \| \| C \| 1° 12′ N, 163° 48′ E / 1.2°N,163.8°E \| 46 km \| \| Q \| 2° 36′ S, 161° 00′ E / 2.6°S,161.0°E \| 17 km \| \| T \| 0° 24′ S, 159° 18′ E / 0.4°S,159.3°E \| 15 km \| \| W \| 1° 30′ N, 161° 00′ E / 1.5°N,161.0°E \| 39 km \| \| Z \| 0° 48′ N, 162° 30′ E / 0.8°N,162.5°E \| 25 km \| |          |
| Vening Meinesz | Coordenades | Diàmetre |
| C              | 1° 12′ N, 163° 48′ E / 1.2°N,163.8°E | 46 km    |
| Q              | 2° 36′ S, 161° 00′ E / 2.6°S,161.0°E | 17 km    |
| T              | 0° 24′ S, 159° 18′ E / 0.4°S,159.3°E | 15 km    |
| W              | 1° 30′ N, 161° 00′ E / 1.5°N,161.0°E | 39 km    |
| Z              | 0° 48′ N, 162° 30′ E / 0.8°N,162.5°E | 25 km    |